# 테오도로스 스투디티스
테오도로스 스투디티스 또는 스투디오스의 테오도로스(그리스어: Θεόδωρος ο Στουδίτης; 759–826)는 비잔티움 그리스인 수도사이자 콘스탄티노폴리스에 있는 스투디오스 수도원의 대수도원장이었다. 비잔틴 수도원주의와 비잔티움의 고전 문학 장르를 부흥시키는 데 중요한 역할을 했다. 그는 황제와 총대주교 모두와 갈등을 빚었던 여러 갈등 중 하나인 성상파괴주의에 대한 열성적인 반대자로 알려져 있다. 평생 동안 그는 비잔틴 제국의 많은 중요한 정치적, 문화적 인물들과 편지를 주고받는 일을 계속했다. 여기에는 그의 가르침에 많은 영향을 받은 작곡가이자 수녀 카시아(Kassia)와 같은 많은 여성들이 포함되었다.